# Список синглов № 1 в США в 2025 году (Billboard)

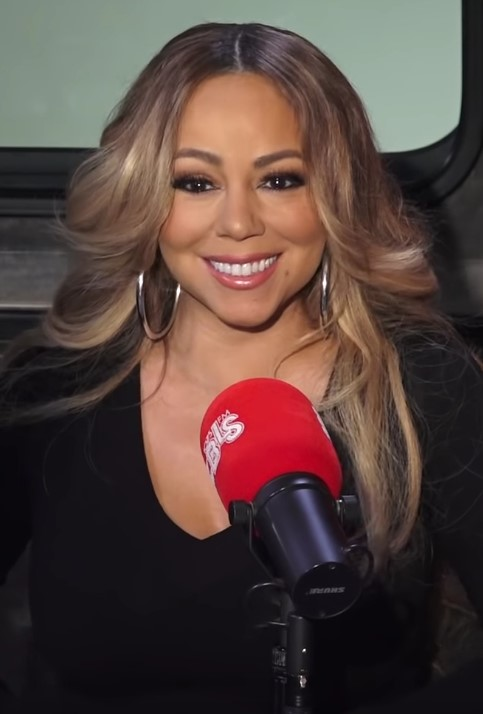
Мэрайя Кэри снова возглавила чарт со своим старым треком «All I Want for Christmas Is You», который дебютировал ещё три десятилетия назад (в 1994 году) и он стал её 19-м чарттоппером в Hot 100 в карьере (рекорд для сольных исполнителей)

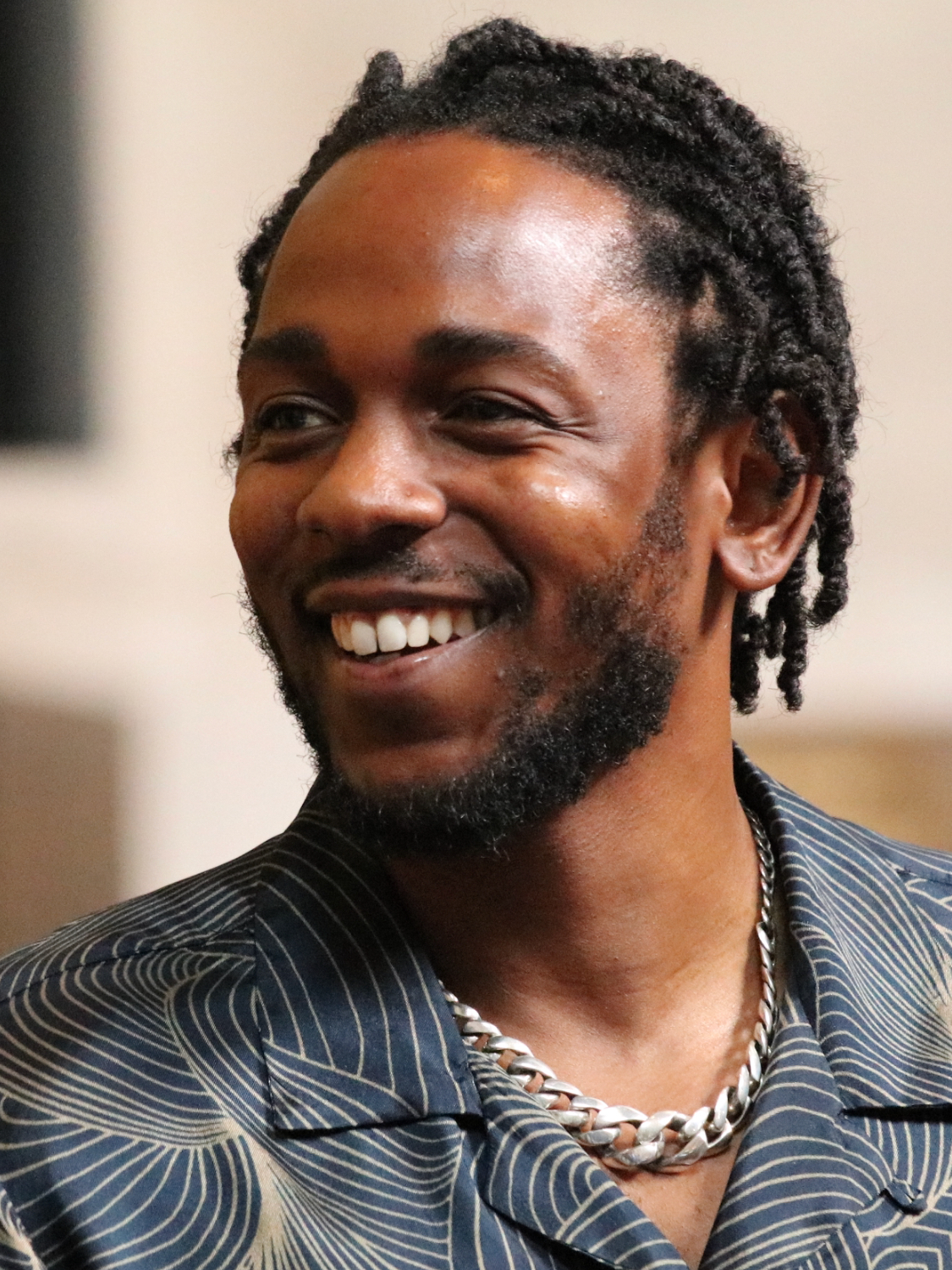
Кендрик Ламар лидировал с песнями «Not Like Us» и «Luther»

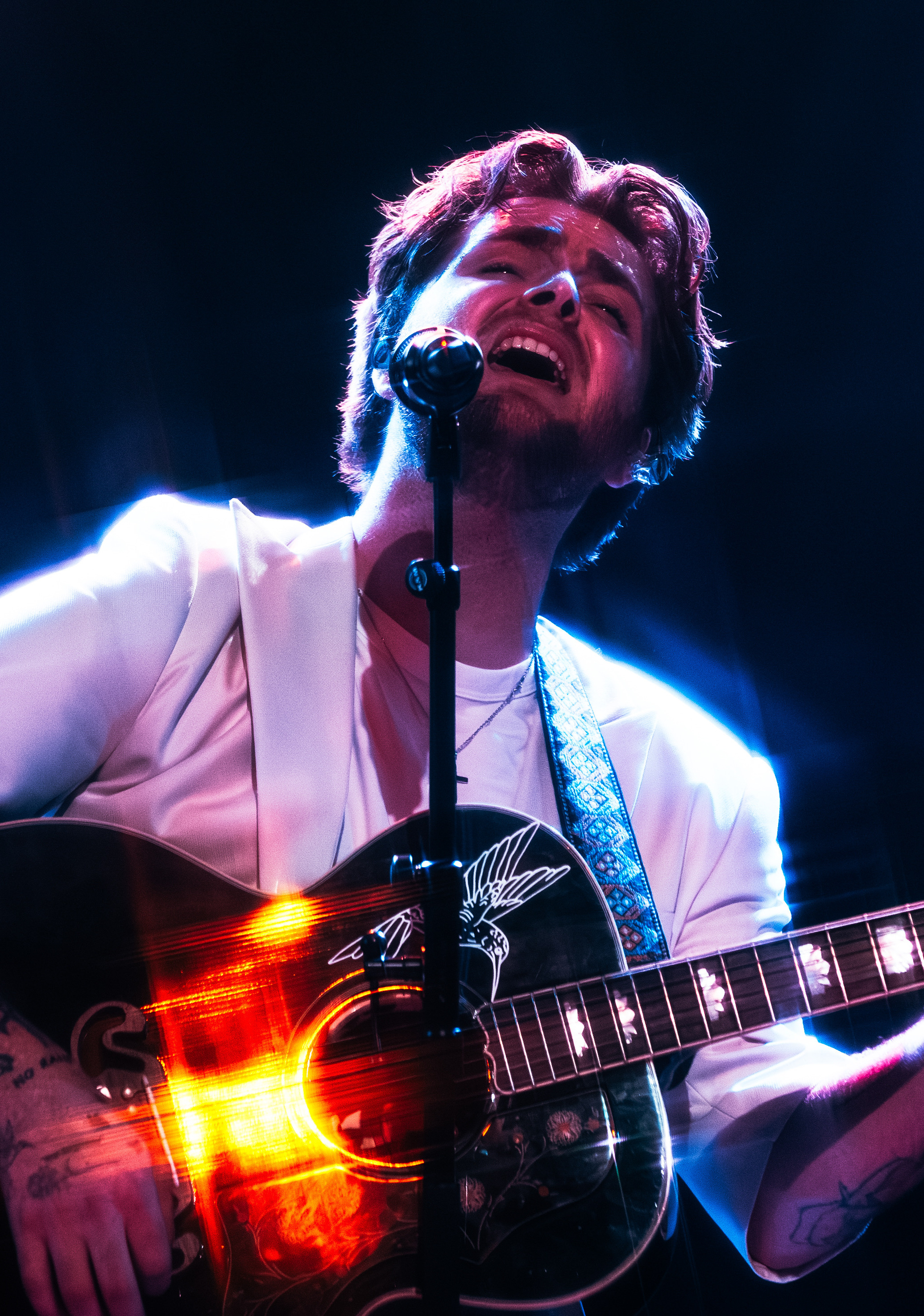
«Ordinary» Алекса Уоррена возглавляла Hot 100 пять недель

Список синглов № 1 в США в 2025 году включает синглы, возглавлявшие главный хит-парад Северной Америки по итогам каждой из недель 2025 года (данные становятся известны заранее, так как публикуются на неделю вперёд). В нём учитываются наиболее продаваемые синглы (песни) исполнителей США, как на физических носителях (лазерные диски, грампластинки, кассеты), так и в цифровом формате (mp3, просмотр видео, радиоэфиры, стриминг и другие). Составляется по данным службы Luminate (до марта 2022 — MRC Data, до 2020 года — Nielsen SoundScan), публикуется редакцией старейшего музыкального журнала США Billboard и поэтому называется Billboard Hot 100 («Горячая Сотня» журнала Billboard).

## История
- 4 января хит-парад возглавлял сингл «All I Want for Christmas Is You» певицы Мэрайи Кэри (18-я неделя на вершине). В последний раз, до этой недели, он лидировал во время праздников в 2019 году (три недели), 2020 (две), 2021 (три), 2022 (четыре), 2023 (две) и 2024 (три). Трек также удерживается на первом месте в чарте потоковых песен Streaming Songs рекордную 22-ю неделю, возглавляет продажи песен в цифровом формате Digital Song Sales шестую неделю и впервые попадает в топ-10 радиостанций Radio Songs. Кроме того, впервые в истории весь топ-10 чарта стал праздничным и состоит только из рождественских песен (и весь топ-16)[1][a].
- 11 января хит-парад возглавил сингл «Die with a Smile» дуэта Леди Гаги и Бруно Марса, это их 6-й и 9-й чарттопперы, соответственно. Это произошло спустя 20 недель после дебюта «Die With a Smile» на 3-м месте в Hot 100 в конце августа 2024 года. Песня на этой неделе взлетела с 17-го места сразу на вершину в Hot 100 после того, как в ноябре в течение четырёх недель находилась на 2-м месте[3][b].
- 8 февраля на первом месте дебютировал сингл «4x4» американского рэпера Трэвиса Скотта, его 5-й чарттоппер после «Franchise» (одна неделя № 1 в октябре 2020), «The Scotts» (1, май 2020), «Highest in the Room» (1, октябрь 2019) и «Sicko Mode» (1, декабрь 2018). Часть доходов от сингла пойдёт в фонд помощи, пострадавшим от Калифорнийских пожаров. Также он в 7-й раз возглавил чарты Hot R&B/Hip-Hop Songs и Hot Rap Songs[4]. Однако, на следующей неделе он установил антирекорд, когда продемонстрировал самое большое падение с первого места, опустившись сразу до 57-го[5], обогнав сходное антидостижение песни «Like Crazy» южнокорейского певца Jimin (которая опустилась до 45-го места в апреле 2023 года)[6]. Одновременно, хит «A Bar Song (Tipsy)» музыканта Shaboozey побил рекорд Radio Songs, пробыв 27 недель на первом месте[4].
- 22 февраля на первое место вернулся сингл «Not Like Us» рэпера Кендрика Ламара, его третья неделя на вершине после двух в 2024 году. Произошло это после успешного выступления рэпера на Шоу во время перерыва Супербоула, побившего рекорд зрительской аудитории (133,5 млн). Это 5-й чарттоппер Ламара после «Like That», «Squabble Up» (2024), «Humble» (в 2017 году); и в качестве участника трека Тейлор Свифт «Bad Blood» в 2015 году[7].
- 1 марта на первое место вышел сингл «Luther» Кендрика Ламара и SZA (также № 1 в Streaming Songs и в Hot R&B/Hip-Hop Songs и Hot Rap Songs, оба возглавил в 7-й раз). Сингл, название которого является одой покойному легенде R&B Лютеру Вандроссу, сэмплированному в треке[c], стал шестым чарттоппером Ламара и третьим — SZA. Рекорд установил Дрейк, который дебютирует с двумя треками в топ-10 Hot 100: «Gimme a Hug» на 6-м месте и «Nokia» на 10-м. Он увеличил свой карьерный показатель до 80 хитов в топ-10 (продлив свой рекорд по количеству лучших треков за 66-летнюю историю чарта; на втором месте Тейлор Свифт, 59)[8][d].
- 31 мая на первом месте дебютировал сингл «What I Want» кантри-музыканта Моргана Уоллена при участии канадской певицы Тейт Макрей, их 4-й и 1-й чарттопперы, соответственно. Макрей стала 29-м музыкантом из Канады, завоевавшим первое место в США. Она стала седьмой женщиной, присоединившись к Селин Дион (четыре № 1), Нелли Фуртадо (три), Карли Рэй Джепсен, Аврил Лавин, Аланне Майлз и Анне Мюррей (также по одной). Сингл также возглавил Streaming Songs (5-й номер один Уоллена) и Hot Country Songs (11-й чарттоппер Уоллена)[e]. Уоллен занял три первых места в Hot 100: за «What I Want» следует «Just in Case» на 2-м месте и «I’m the Problem» на 3-м — он стал первым артистом, записывающим преимущественно кантри-музыку, который монополизировал тройку лидеров за одну неделю за всю 66-летнюю историю чарта[12].
- 7 июня на первое место вышел сингл «Ordinary» певца Алекса Уоррена (первый его чарттоппер). Одновременно он возглавляет чарты Billboard Global 200, Global Excl. U.S., Digital Song Sales и Adult Pop Airplay[13]. 14 июня песня лидировала вторую неделю. Два рекорда увеличила песня Тедди Свимса «Lose Control», которая в марте 2024 года возглавляла чарт Hot 100 в течение недели и стала хитом № 1 года, снова вошла в десятку лучших (на 8-е место). И в результате она продлила свой рекорд, проведя 64-ю неделю в топ-10 и 94-ю неделю в чарте в целом[13].
- 21 июня на первом месте дебютировал сингл «Manchild» певицы Сабрины Карпентер, её второй чарттоппер после «Please Please Please», и четвёртый хит в топ-10 с учётом «Espresso» (№ 3) и «Taste» (№ 2)[14].
- 5 июля четвёртую неделю лидировал сингл «Ordinary» Алекса Уоррена. Морган Уоллен шестую неделю подряд попадает в первую десятку рейтинга Hot 100 с тремя+ своими песнями одновременно, превзойдя Кендрика Ламара по количеству таких недель в 2025 году (одновременно и три альбома Уоллена находятся в топ-10 Billboard 200 вторую неделю подряд)[15][f].
- 12 июля Уоррен продлил лидерство до 5 недель. Песня «Lose Control» 12 июля продлила свой рекорд, проведя 68-ю неделю в топ-10 и 98-ю неделю в чарте в целом[16][g].
- 2 августа Уоррен продлил лидерство до 8 недель. Песня «Lose Control» 2 августа продлила свой рекорд, проведя 71-ю неделю в топ-10 и 101-ю неделю в чарте в целом[17][h]. Дрейк 19 июля увеличил рекорд по числу хитов в топ-10 Hot 100 до 81 трека (его «What Did I Miss?» дебютирует на № 2)[18][i].

## Список синглов № 1
| Дата       | Песня                             | Исполнитель                           | Ссылка        |
| ---------- | --------------------------------- | ------------------------------------- | ------------- |
| 4 января   | «All I Want for Christmas Is You» | Мэрайя Кэри                           | [ 19 ] [ 1 ]  |
| 11 января  | «Die with a Smile»                | Леди Гага и Бруно Марс                | [ 20 ] [ 3 ]  |
| 18 января  | «Die with a Smile»                | Леди Гага и Бруно Марс                | [ 21 ] [ 22 ] |
| 25 января  | «Die with a Smile»                | Леди Гага и Бруно Марс                | [ 23 ] [ 24 ] |
| 1 февраля  | «Die with a Smile»                | Леди Гага и Бруно Марс                | [ 25 ] [ 26 ] |
| 8 февраля  | «4x4»                             | Трэвис Скотт                          | [ 27 ] [ 4 ]  |
| 15 февраля | «Die with a Smile»                | Леди Гага и Бруно Марс                | [ 28 ] [ 29 ] |
| 22 февраля | «Not Like Us»                     | Кендрик Ламар                         | [ 30 ] [ 7 ]  |
| 1 марта    | «Luther»                          | Кендрик Ламар и SZA                   | [ 31 ] [ 9 ]  |
| 8 марта    | «Luther»                          | Кендрик Ламар и SZA                   | [ 32 ] [ 33 ] |
| 15 марта   | «Luther»                          | Кендрик Ламар и SZA                   | [ 34 ] [ 8 ]  |
| 22 марта   | «Luther»                          | Кендрик Ламар и SZA                   | [ 35 ] [ 36 ] |
| 29 марта   | «Luther»                          | Кендрик Ламар и SZA                   | [ 37 ] [ 38 ] |
| 5 апреля   | «Luther»                          | Кендрик Ламар и SZA                   | [ 39 ] [ 40 ] |
| 12 апреля  | «Luther»                          | Кендрик Ламар и SZA                   | [ 41 ] [ 10 ] |
| 19 апреля  | «Luther»                          | Кендрик Ламар и SZA                   | [ 42 ] [ 11 ] |
| 26 апреля  | «Luther»                          | Кендрик Ламар и SZA                   | [ 43 ] [ 44 ] |
| 3 мая      | «Luther»                          | Кендрик Ламар и SZA                   | [ 45 ] [ 46 ] |
| 10 мая     | «Luther»                          | Кендрик Ламар и SZA                   | [ 47 ] [ 48 ] |
| 17 мая     | «Luther»                          | Кендрик Ламар и SZA                   | [ 49 ] [ 50 ] |
| 24 мая     | «Luther»                          | Кендрик Ламар и SZA                   | [ 51 ] [ 52 ] |
| 31 мая     | «What I Want»                     | Морган Уоллен при участии Тейт Макрей | [ 53 ] [ 12 ] |
| 7 июня     | «Ordinary»                        | Алекс Уоррен                          | [ 54 ] [ 13 ] |
| 14 июня    | «Ordinary»                        | Алекс Уоррен                          | [ 55 ] [ 56 ] |
| 21 июня    | «Manchild»                        | Сабрина Карпентер                     | [ 57 ] [ 14 ] |
| 28 июня    | «Ordinary»                        | Алекс Уоррен                          | [ 58 ] [ 59 ] |
| 5 июля     | «Ordinary»                        | Алекс Уоррен                          | [ 60 ] [ 15 ] |
| 12 июля    | «Ordinary»                        | Алекс Уоррен                          | [ 61 ] [ 16 ] |
| 19 июля    | «Ordinary»                        | Алекс Уоррен                          | [ 62 ] [ 18 ] |
| 26 июля    | «Ordinary»                        | Алекс Уоррен                          | [ 63 ] [ 64 ] |
| 2 августа  | «Ordinary»                        | Алекс Уоррен                          | [ 65 ] [ 17 ] |
| 16 августа | «Golden»                          | Huntr/x: Ejae, Одри Нуна и Рей Ами    | [ 66 ]        |

### Комментарии
1. ↑  Песня «All I Want for Christmas Is You» была первоначально выпущена в альбоме Кэри Merry Christmas в ноябре 1994 года, и по мере развития потокового вещания и повышения значимости праздничной музыки в плейлистах потоковых сервисов она впервые попала в топ-10 Hot 100 в декабре 2017 года и в топ-5 в праздничный сезон 2018 года[1].
2. ↑  Подчёркивая своё хит-парадное долголетие, Леди Гага присоединилась к избранной компании тех, кто неоднократно становился «номером один» в Hot 100 в трёх разных десятилетиях, поскольку она имела чарттопперы в 2020-х, 2010-х и 2000-х годах. Ранее такого успеха добивались только Джанет Джексон (2000-е, 1990-е, 80-е) и Майкл Джексон (90-е, 80-е, 70-е)[3].
3. ↑  «Luther» сэмплирует кавер-версию Лютера Вандросса и Шерил Линн на песню Марвина Гэя и Тамми Террелл «If This World Were Mine», который выходил в 1968 и повторно в 1982 годах[8].
4. ↑  Кроме того, «Nokia» стала 14-м номером один Дрейка в чарте по продажам песен в цифровом формате Digital Song Sales, вырвав его из ничьей с Джастином Бибером. В целом Дрейк уступает Рианне третье место; Тейлор Свифт лидирует с 29 № 1, за ней следует Ники Минаж с 16[9]. В чарте 12 апреля песня Дрейка «Nokia» поднялась на 3-е место в Hot 100 и Дрейк завоевал свой рекордный 42-й хит из топ-5 (и рекордный 31-й хит из топ-3)[10], а 19 апреля поднявшись на № 2 стала его 24-и хитом в топ-2 (из которых 13 песен № 1 и одиннадцать № 2), опередив The Beatles (23, из которых двадцать песен № 1 и три № 2) и Мэрайя Кэри (23; 19/4); четвёртая Тейлор Свифт (22; 12/10)[11].
5. ↑  Уоллен теперь имеет шесть песен, вошедших в топ-10 последнего Hot 100: «I Got Better» также дебютировала на 7-м месте, а «Superman» на второй неделе пребывания в чарте поднялся на 16-8 строчку. На данный момент в чарте девять треков в топ-10 с альбома «I’m the Problem»; больше только у альбомов Тейлор Свифт «The Tortured Poets Department» и «Midnights» (по 10 топ-10), а у альбома Дрейка «Certified Lover Boy» - девять[12].
6. ↑  Всего у Моргана Уоллена было восемь недель с не менее, чем тремя своими песнями в Топ-10 Hot 100. По этому показателю он обогнал Тейлор Свифт, а уступает таким музыкантам: 19, Drake; 15, 50 Cent; 11, Justin Bieber; 10, The Beatles; 10, Kendrick Lamar; 9, T-Pain; 8, Sabrina Carpenter; 8, Morgan Wallen; 7, Taylor Swift[15].
7. ↑  Морган Уоллен регистрирует свою пятую неделю в 2025 году с по крайней мере тремя песнями в пятёрке лучших Hot 100 одновременно, так как «What I Want» с Тейт Макрей удерживается на 2-м месте (и шестую неделю возглавляет Streaming Songs и 7-ю неделю № 1 в Hot Country Songs), «Just in Case» поднимается на с четвёртого на третье место, а «I’m the Problem» удерживается на 5-м месте. Уоллен делит с Кендриком Ламаром наибольшее количество недель с тремя или более одновременными хитами в пятёрке лучших за один год среди солистов, а Ламар также имел три таких недели в этом году. Среди всех артистов только The Beatles в своём историческом прорыве 1964 года могли похвастаться большим количеством таких успешных недель (восемь). Начиная с запуска Hot 100 в 1958 году, это пятая неделя Уоллена с тремя или более одновременными хитами в пятёрке лучших (все с мая) делит его с Джастином Бибером, занимая четвёртое место. The Beatles лидируют с восемью такими неделями, за ними следуют Дрейк и Ламар с шестью каждый[16].
8. ↑  Морган Уоллен 19 июля отметил свою десятую неделю карьеры, одновременно как минимум с тремя хитами в топ-10 Hot 100 (и 8-ю неделю в 2025 году). Ранее такого результата достигали лишь пять артистов, и ни один из них не был признанным кантри-исполнителем. Его альбом «I’m the Problem», давший начало всем трём его текущим хитам, входящим в топ-10, уже восьмую неделю занимает первое место в Billboard 200[18].
9. ↑  Трек «What Did I Miss?» Дрейка одновременно стартует на первом месте в Streaming Songs, где он стал 21-м по счёту лидером Дрейка, и № 1 в Digital Song Sales, где он стал его 15-м лидером чарта, что является наибольшим показателем среди исполнителей мужского пола; в целом, больше только у Тейлор Свифт (29 первых мест) и Ники Минаж (17). Кроме того, «What Did I Miss?» занимает первое место в мультиметрических чартах Hot R&B/Hip-Hop Songs и Hot Rap Songs, став 31-м лидером Дрейка в обоих списках[18].